# Chudy Dwór
Chudy Dwór (deutsch Magergut) ist ein Weiler in der Woiwodschaft Ermland-Masuren in Polen. Er gehört zum Sołectwo Ramoty (Schulzenamt Ramten) der Landgemeinde Łukta (Locken) im Powiat Ostródzki.

## Geographische Lage
Chudy Dwór liegt östlich des Jezioro Marąg (Mahrung-See) im Westen der Woiwodschaft, 17,5 Kilometer nordöstlich der Kreisstadt Ostróda (Osterode in Ostpreußen).
Der nördlich gelegene Nachbarort Maronie hat ebenfalls den deutschen Namen Magergut. Chudy Dwór bedeutet wörtlich übersetzt: „magerer Gutshof“.

## Geschichte
Ursprünglich bestand Magergut aus einem großen Hof und wurde 1347 erstmals offiziell erwähnt. Im Jahre 1874 der Ort zum Amtsbezirk Ziegenberg (poln. Kozia Góra) im Kreis Osterode in Ostpreußen, der von 1928 bis 1945 in „Amtsbezirk Brückendorf“ umbenannt wurde.
Im Jahre 1910 zählten die beiden Orte mit Namen Magergut 61 Einwohner, im Jahre 1933 waren es 53 und 1939 noch 47.
In Kriegsfolge kam Magergut mit dem gesamten südlichen Ostpreußen zu Polen. Chudy Dwór gehört seit 1973 wieder zur Landgemeinde Łukta, wie schon in den Jahren 1945 bis 1954. Von 1975 bis 1998 bestand die Woiwodschaft Olsztyn, der Powiat war in dieser Zeit aufgelöst.

## Kirche
Magergut war bis 1945 in die evangelische Kirche Locken in der Kirchenprovinz Ostpreußen der Kirche der Altpreußischen Union, sowie in die römisch-katholische Kirche Osterode in Ostpreußen eingepfarrt.
Heute gehört Chudy Dwór evangelischerseits zur Kirche Łęguty (Langgut), einer Filialkirche von Ostróda in der Diözese Masuren der Evangelisch-Augsburgischen Kirche in Polen, katholischerseits zur Kirche der Gottesmutter von Częstochowa in Łukta im Erzbistum Ermland.

## Verkehr
Chudy Dwór liegt westlich der Woiwodschaftsstraße 530 und ist über einen Abzweig erreichbar. Eine Bahnanbindung besteht nicht.